# Phoenicolacerta kulzeri
Espèce
Synonymes
- Lacerta kulzeri Müller & Wettstein, 1932
- Lacerta kulzeri petraea Bischoff & Müller, 1999

Statut de conservation UICN

 EN B2ab(iii) : En danger
Phoenicolacerta kulzeri est une espèce de sauriens de la famille des Lacertidae.

## Répartition
Cette espèce se rencontre en Jordanie, en Israël, au Liban et en Syrie.

## Liste des sous-espèces
Selon The Reptile Database (13 mai 2014) :
- Phoenicolacerta kulzeri khazaliensis Modrý, Necas, Rifai, Bischoff, Hamidan & Amr, 2013
- Phoenicolacerta kulzeri kulzeri (Müller & Wettstein, 1932)
- Phoenicolacerta kulzeri petraea (Schmidtler & Bischoff, 1999)

## Étymologie
Cette espèce est nommée en l'honneur de Hans Kulzer (1889–1974), la sous-espèce Phoenicolacerta kulzeri petraea en référence au lieu de sa découverte, la ville de Pétra, la sous-espèce Phoenicolacerta kulzeri khazaliensis, composé de khazali et du suffixe latin -ensis, « qui vit dans, qui habite », a été nommée en référence au lieu de sa découverte, le Djebel Khazali.

## Publications originales
- Modrý, Necas, Rifai, Bischoff, Hamidan & Amr, 2013 : Revision of the Levantine “Lacerta” laevis/kulzeri- Complex: 3. The Rock Lizard of Wadi Ramm, Phoenicolacerta kulzeri khazaliensis ssp. n. Vertebrate Zoology, vol. 63, no 3, p. 307–312 (texte intégral).
- Müller & Wettstein, 1932 : Über eine neue Lacerta-Form aus dem Libanon. Zoologischer Anzeiger, vol. 98, no 7/8, p. 218-223.
- Schmidtler & Bischoff, 1999 : Revision des levantinischen Lacerta laevis/kulzeri-Komplexes: 1. Die Felseneidechse Lacerta cyanisparsa sp.n. Salamandra, vol. 35, no 3, p. 129-146 (texte intégral).